# Qottab

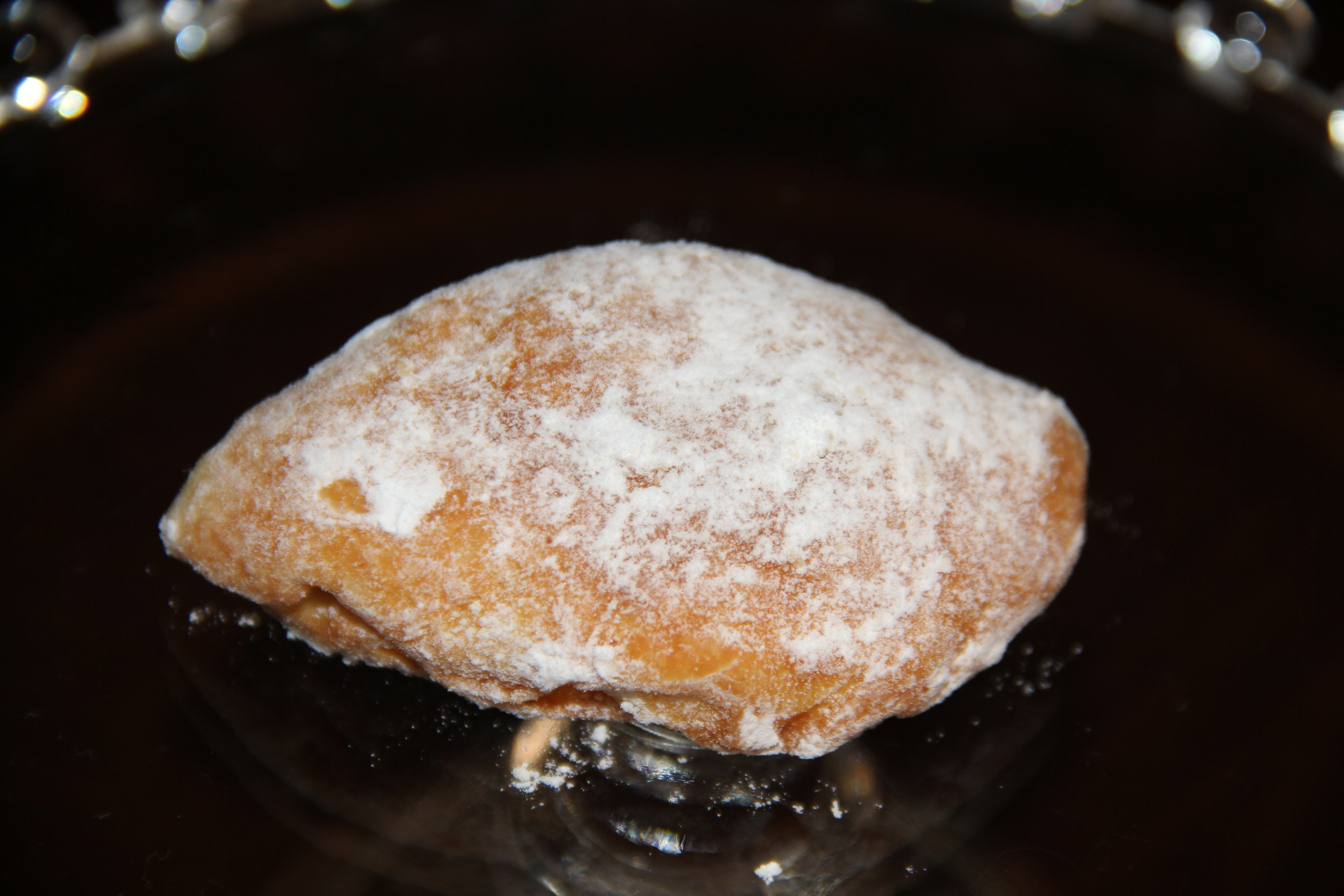

Qottab (persiska: قطاب, qottâb) är friterade persiska bakverk fyllda med mandel eller valnötter. De tillagas med mjöl, nötter, florsocker, vegetabilisk olja och kardemumma. Ibland används även ägg och yoghurt.
Qottab är en av tre sorters sötsaker som staden Yazd är känd för att tillverka, de andra två är baklava och pashmak.